# Saint-Martin-de-la-Mer
 Saint-Martin-de-la-Mer  es una población y comuna francesa, en la región de Borgoña, departamento de Côte-d'Or, en el distrito de Beaune y cantón de Liernais.

## Demografía
| 375 | 357 | 296 | 294 | 288 | 286 |
| Para los censos de 1962 a 1999 la población legal corresponde a la población sin duplicidades (Fuente: INSEE [Consultar]) |     |     |     |     |     |